# Chaetomitrium elmeri
Chaetomitrium elmeri là một loài Rêu trong họ Hookeriaceae. Loài này được Broth. mô tả khoa học đầu tiên năm 1913.